# Повітряна Куля (сузір'я)

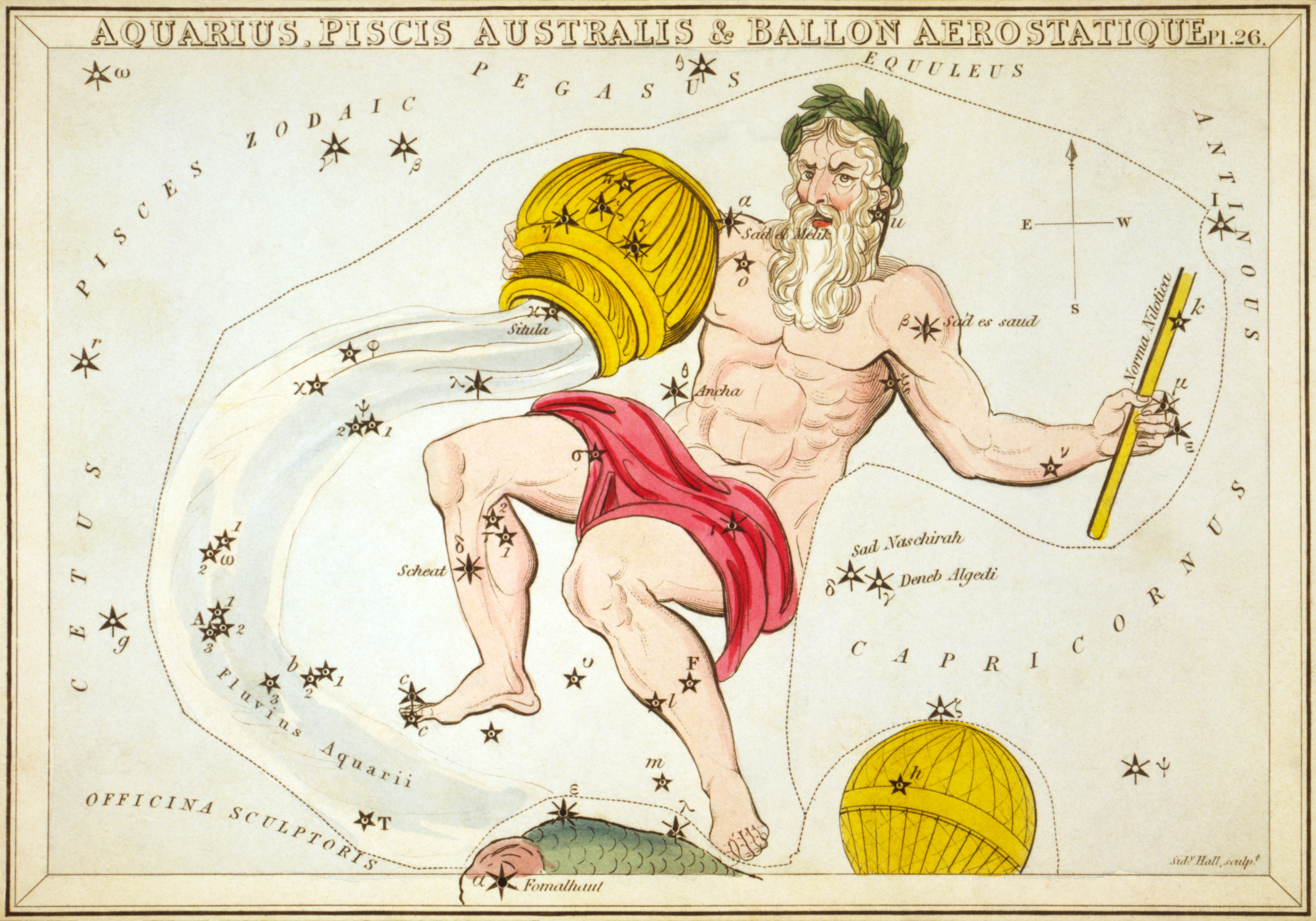
Частину Повітряної Кулі можна побачити праворуч внизу на зоряній карті 1825 року з «Дзеркало Уранії».

Повітряна Куля (лат. Globus Aerostaticus) — колишнє, нині відмінене сузір'я, створене Жеромом Лаландом у 1798 році. Лежало між сузір'ями Південної Риби, Козорога та Мікроскопа. Більше не використовується.
Сузір'я було створено на честь винаходу братів Монгольф'є, які наприкінці XVIII століття запустили першу повітряну кулю.